# Wykształcenie średnie
Wykształcenie średnie – wykształcenie, jakie zgodnie z art. 20 ustawy z dnia 14 grudnia 2016 r. – Prawo oświatowe – posiada osoba, która:
- ukończyła liceum ogólnokształcące (profilowane), technikum albo branżową szkołę II stopnia;
- uzyskała w szkole artystycznej realizującej kształcenie ogólne w zakresie liceum ogólnokształcącego, w wyniku klasyfikacji rocznej w klasie, której zakres nauczania odpowiada ostatniej klasie liceum ogólnokształcącego, ze wszystkich obowiązkowych zajęć edukacyjnych ogólnokształcących pozytywne oceny klasyfikacyjne, o których mowa w przepisach wydanych na podstawie ustawy o systemie oświaty;
- ukończyła szkołę ponadpodstawową z wyjątkiem szkół zawodowych, branżowych szkół I stopnia oraz szkół specjalnych przysposabiających do pracy dla uczniów z niepełnosprawnością umysłową w stopniu umiarkowanym lub znacznym oraz dla uczniów z niepełnosprawnościami sprzężonymi;
- ukończyła szkołę ponadpodstawową albo szkołę artystyczną realizującą kształcenie ogólne w zakresie szkoły ponadpodstawowej działające w systemie oświaty przed dniem 1 stycznia 1999 r. i 1 września 2017 r., z wyjątkiem branżowych szkół I stopnia, lub innych równorzędnych.